# Grown-up Boys Do Not Pee Their Pants
Albums de Boa
Cafe Chantant
Grown-up Boys Do Not Pee Their Pants (Взрослые мальчики в штаны не писают) est le titre du second album du groupe russe Boa (Боа), sorti en 2003.

## Liste des pistes
1. All Over (Всё кончено)
2. Little Bees (Пчёлки)
3. The Song About Street Cleaner Stepanov (Песня о дворнике Степанове)
4. Body and Soul (Душа и тело)
5. It’s Time (Пора)
6. A Drop of Rain (Капля дождя)
7. Here and There (Тут или там)
8. Stop! (Стоп!)
9. Ask the Blind (Спроси у слепых)
10. Penultimate Hero (Предпоследний герой)
11. Be silent or Sing (Молчать или петь)
12. Everything that Happens After (Всё, что потом)

## Boa est…
Igor Knyazev - toutes les voix, samples

Igor Shatsky - claviers, guitares, basse, percussions, rap (11)

ainsi que :

Andrey Antimonov - sax alto (2,5,12), clarinette (4,5) percussions (11)

Igor Inshakov - accordéon (3)

Alexander Kuralesin - trombone (1,3,5,11)

Denis Maranin - batterie (4,5,9)

Elena Meshkova - violoncelle (8)

Polina Nezhina - questions de droit (11)

Alexander Ryazanov - basse (9)

Anatoly Saprin - trompette (1)

Anatoly Sludyanin - sax soprano

Vika Urazova - chœurs(12)

Sergey Filatov - piano solo (11)

Arrangements, enregistrement et mixage par Boa, The Black Box Studio, Voronezh

Mastering - Sergey Titov, Saturday Mastering Studio, Moscow

Design de la pochette - Vario design-studio, Voronezh

Photo - Andrey Paukov, Dmitry Veretsky, Vario design-studio

(p) & © The Black Box Studio, 2003